# 李相国 (軍人)
李 相国（李相國、イ・サングク、이상국）は、大日本帝国陸軍および大韓民国陸軍の軍人。

## 経歴
大日本帝国黄海道殷栗に生まれる。特別志願して大日本帝国陸軍の歩兵第74連隊に入隊。終戦時の階級は曹長。
1946年12月、アメリカ軍政下の朝鮮半島南部（後の韓国）の警備士官学校第2期卒業、任少尉（軍番10263番）。陸軍本部管理司令として長く勤務。
1950年6月、朝鮮戦争が勃発すると蔡秉徳参謀総長の副官として行を共にする。同年8月、白仁燁の要望で首都師団作戦参謀となる。9月になり、師団長の白仁燁が第17連隊長に転出すると同連隊副連隊長。1952年、第3師団参謀長。
1955年、第二軍団砲兵司令官。1956年、第1野戦軍砲兵部長。1957年、諜報部隊長。1959年、連合参謀部情報部長。1961年、予備第30師団長。
5・16軍事クーデターでは盛んに革命の参加を呼びかけられ、幕僚らも参加を具申したが、李は動かなかった。このため反革命容疑で10年の刑に処せられたが、特赦によって2年に減刑された。出獄後は陸軍士官学校内にあるゴルフの支配人に任じられた。
1995年、大韓ゴルフ協会顧問。